# Alboglossiphonia buniana
Alboglossiphonia buniana (лат.) — вид плоских пиявок (Glossiphoniidae).

## Название
Родовое название Alboglossiphonia образовано от названия близкого рода Glossiphonia (ранее их объединяли) и лат. albus «белый» (для представителей этого рода характерна светлая окраска тела).
Видовой эпитет buniana отсылает к месту обнаружения этого вида — городу Буниа (Демократическая Республика Конго).

## Описание
Общая длина Alboglossiphonia buniana составляет 4,1—7,1 мм, ширина 1,0—3,1 мм. Тело листообразное, уплощённое в спинно-брюшном направлении, гладкое. Сосочки не развиты, присутствуют только очень маленькие сенсорные папиллы, более частые по краям тела.
Окраска тела светло-коричневая, желтоватая, одноцветная. Брюшная сторона тела несколько светлее спинной.
Тело сегментированное, насчитывает 70 колец равной толщины, первые шесть из которых слагают головную область.
На переднем конце тела имеется три пары глаз, глаза передней пары (4 кольцо) сильно сближены вплоть до слияния. Глаза второй и третьей (5 кольцо) пар разделены бо́льшим расстоянием, притом с каждой стороны сливаются глаз второй и глаз третьей пары, так что суммарно обычно различимы только три глазных пятна.
Имеется мускулистый хобот. Желудок с 6 парами карманов (отростков), передние 5 из которых слабо двулопастные, последняя существенно удлинённая и образует пять лопастей.
Гермафродиты. Имеются семенной и яйцевой мешки. Мужское и женское половые отверстия (гонопоры) очень маленькие, разделены 2 кольцами (мужская гонопора расположена между XI и XII сегментами, женская — на XII сегменте).

## Образ жизни
Эктопаразит. Питается соками брюхоногих моллюсков — обнаружена на Biomphalaria pfeifferi (сем. катушки) и Radix natalensis (сем. прудовики). Оба моллюска относятся к лимнофилам (предпочитают стоячую либо медленно текущую воду).

## Распространение
Достоверные сведения об ареале Alboglossiphonia buniana отсутствуют. Вид описан по образцам из коллекции Королевского музея Центральной Африки (Бельгия), на этикетках к которым был указан город Буниа и Jardin de Pères (фр. «сад отцов») — вероятно, парк при церкви либо школе. Водоём, в котором был обнаружен вид, неизвестен.

## Таксономия
Молекулярные данные отсутствуют. На основании морфологических и зоогеографических соображений, сближается с такими видами, как Alboglossiphonia afroalpina, Alboglossiphonia annandalei, Alboglossiphonia disjuncta, Alboglossiphonia iberica, Alboglossiphonia levis, Alboglossiphonia macrorhyncha, Alboglossiphonia namaquaensis и Alboglossiphonia polypompholyx.
Голотип был собран в 1952 году, сейчас хранится в Королевском музее Центральной Африки.